# Бутнарешти (Њамц)
Бутнарешти (рум. Butnărești) насеље је у Румунији у округу Њамц у општини Секујени. Oпштина се налази на надморској висини од 259 m.

## Становништво
Према подацима из 2002. године у насељу је живело 827 становника, од којих су сви румунске националности.